# Kletterweltmeisterschaft
Die Weltmeisterschaft im Klettern ist der weltweit bedeutendste Kletterwettkampf und wird seit 1991 alle zwei Jahre an wechselnden Orten veranstaltet. Organisator ist seit 2005 die IFSC, davor war die UIAA für die Ausrichtung verantwortlich. Startberechtigt sind die jeweils amtierenden Welt- und Kontinentalmeister (Europameister etc.) sowie fünf Teilnehmer je Nation, die von den Nationalen Verbänden (z. B. Deutscher Alpenverein, Schweizer Alpen-Club) nominiert werden.

## Austragungsorte
Die seit 2011 abgehaltene Weltmeisterschaft im Paraclimbing (P) findet meist parallel statt.
| Jahr | Stadt      | Land                   | 0L0 | 0S0 | 0B0 | 0K0 | 0P0 |
| --- | ---------- | ---------------------- | --- | --- | --- | --- | --- |
| 1991 | Frankfurt  | Deutschland            |     |     |     |     |     |
| 1993 | Innsbruck  | Österreich             |     |     |     |     |     |
| 1995 | Genf       | Schweiz                |     |     |     |     |     |
| 1997 | Paris      | Frankreich             |     |     |     |     |     |
| 1999 | Birmingham | Vereinigtes Königreich |     |     |     |     |     |
| 2001 | Winterthur | Schweiz                |     |     |     |     |     |
| 2003 | Chamonix   | Frankreich             |     |     |     |     |     |
| 2005 | München    | Deutschland            |     |     |     |     |     |
| 2007 | Avilés     | Spanien                |     |     |     |     |     |
| 2009 | Xining     | China                  |     |     |     |     |     |
| 2011 | Arco       | Italien                |     |     |     |     |     |
| 2012 | Paris      | Frankreich             |     |     |     |     |     |
| 2014 | Gijón      | Spanien                |     |     |     |     |     |
| 2014 | München    | Deutschland            |     |     |     |     |     |
| 2016 | Paris      | Frankreich             |     |     |     |     |     |
| 2018 | Innsbruck  | Österreich             |     |     |     | O   |     |
| 2019 | Hachiōji   | Japan                  |     |     |     | O   |     |
| 2019 | Briançon   | Frankreich             |     |     |     |     |     |
| 2021 | Moskau     | Russland               |     |     |     | W   |     |
| 2023 | Bern       | Schweiz                |     |     |     | B&L |     |
| 2025 | Seoul      | Südkorea               |     |     |     |     |     |
| L: Lead, S: Speed, B: Bouldern, K: Kombination, P: Para O: Olympische Kombination (B+L+S), W: Kombinationswertung, B&L: Boulder & Lead |            |                        |     |     |     |     |     |

## Ergebnisse

### Lead (Schwierigkeitsklettern)

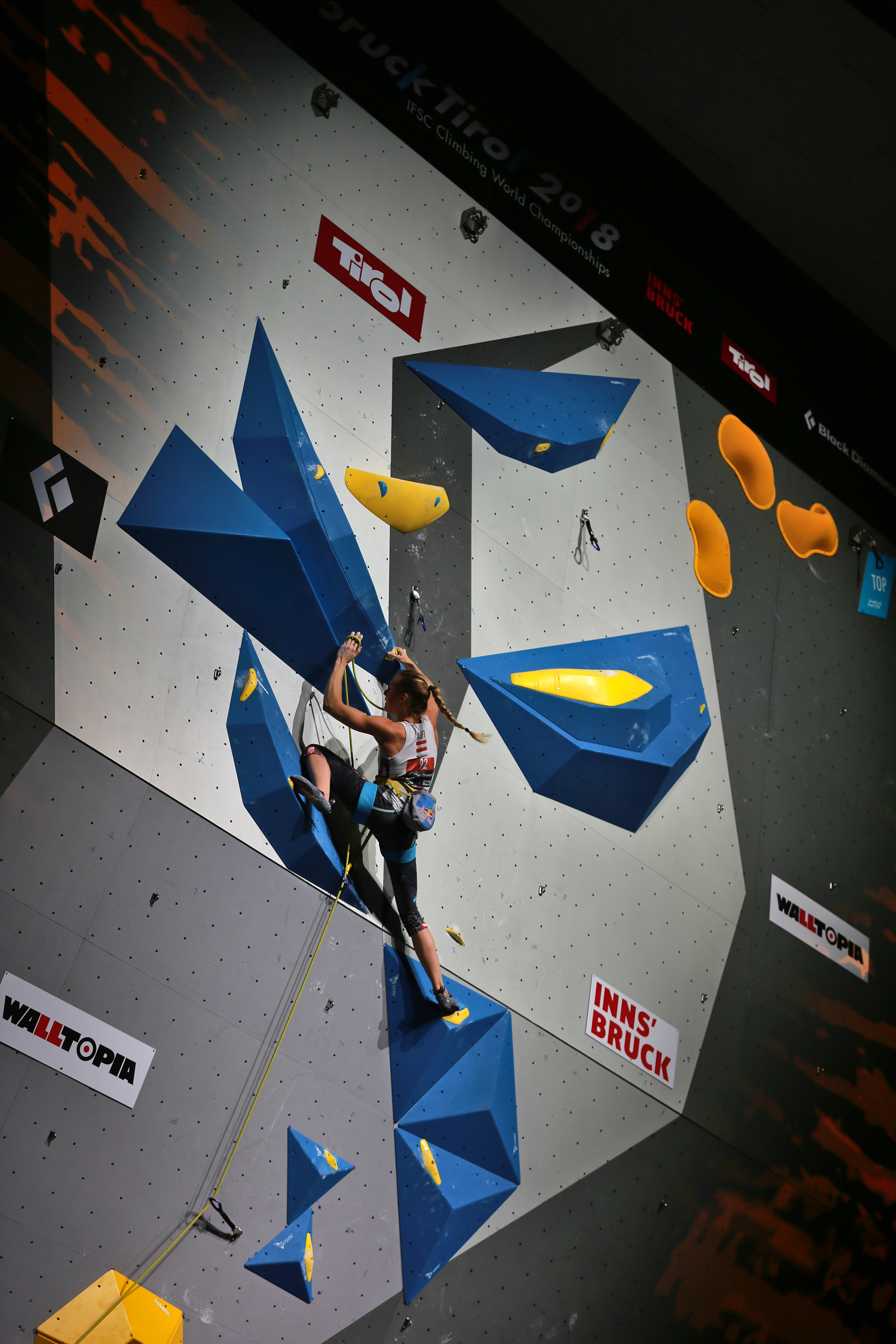
Weltmeisterin 2018: Jessica Pilz auf dem Weg zum Top

Männer
| Jahr | Sieger                   | Zweiter                  | Dritter           |
| ---- | ------------------------ | ------------------------ | ----------------- |
| 1991 | François Legrand         | Yuji Hirayama            | Guido Köstermeyer |
| 1993 | François Legrand         | Stefan Glowacz           | Yuji Hirayama     |
| 1995 | François Legrand         | Arnaud Petit             | Elie Chevieux     |
| 1997 | François Petit           | Chris Sharma             | François Legrand  |
| 1999 | Bernardino Lagni         | Yuji Hirayama            | Maksym Petrenko   |
| 2001 | Gérôme Pouvreau          | Tomáš Mrázek             | François Petit    |
| 2003 | Tomáš Mrázek             | Patxi Usobiaga Lakunza   | David Caude       |
| 2005 | Tomáš Mrázek             | Patxi Usobiaga Lakunza   | Alexandre Chabot  |
| 2007 | Ramón Julián Puigblanqué | Patxi Usobiaga Lakunza   | Tomáš Mrázek      |
| 2009 | Patxi Usobiaga Lakunza   | Adam Ondra               | David Lama        |
| 2011 | Ramón Julián Puigblanqué | Jakob Schubert           | Adam Ondra        |
| 2012 | Jakob Schubert           | Sean McColl              | Adam Ondra        |
| 2014 | Adam Ondra               | Ramón Julián Puigblanqué | Sachi Amma        |
| 2016 | Adam Ondra               | Jakob Schubert           | Gautier Supper    |
| 2018 | Jakob Schubert           | Adam Ondra               | Alexander Megos   |
| 2019 | Adam Ondra               | Alexander Megos          | Jakob Schubert    |
| 2021 | Jakob Schubert           | Luka Potočar             | Hamish McArthur   |
| 2023 | Jakob Schubert           | Sorato Anraku            | Alexander Megos   |

Frauen
| Jahr | Siegerin         | Zweite             | Dritte              |
| ---- | ---------------- | ------------------ | ------------------- |
| 1991 | Susi Good        | Isabelle Patissier | Robyn Erbesfield    |
| 1993 | Susi Good        | Robyn Erbesfield   | Isabelle Patissier  |
| 1995 | Robyn Erbesfield | Laurence Guyon     | Liv Sansoz          |
| 1997 | Liv Sansoz       | Muriel Sarkany     | Marietta Uhden      |
| 1999 | Liv Sansoz       | Muriel Sarkany     | Elena Ovtchinnikova |
| 2001 | Martina Cufar    | Muriel Sarkany     | Chloé Minoret       |
| 2003 | Muriel Sarkany   | Emilie Pouget      | Sandrine Levet      |
| 2005 | Angela Eiter     | Emily Harrington   | Akiyo Noguchi       |
| 2007 | Angela Eiter     | Muriel Sarkany     | Maja Vidmar         |
| 2009 | Johanna Ernst    | Kim Ja-in          | Maja Vidmar         |
| 2011 | Angela Eiter     | Kim Ja-in          | Magdalena Röck      |
| 2012 | Angela Eiter     | Kim Ja-in          | Johanna Ernst       |
| 2014 | Kim Ja-in        | Mina Markovič      | Magdalena Röck      |
| 2016 | Janja Garnbret   | Anak Verhoeven     | Mina Markovič       |
| 2018 | Jessica Pilz     | Janja Garnbret     | Kim Ja-in           |
| 2019 | Janja Garnbret   | Mia Krampl         | Ai Mori             |
| 2021 | Seo Chae-hyun    | Natalia Grossman   | Laura Rogora        |
| 2023 | Ai Mori          | Janja Garnbret     | Seo Chae-hyun       |

### Bouldern

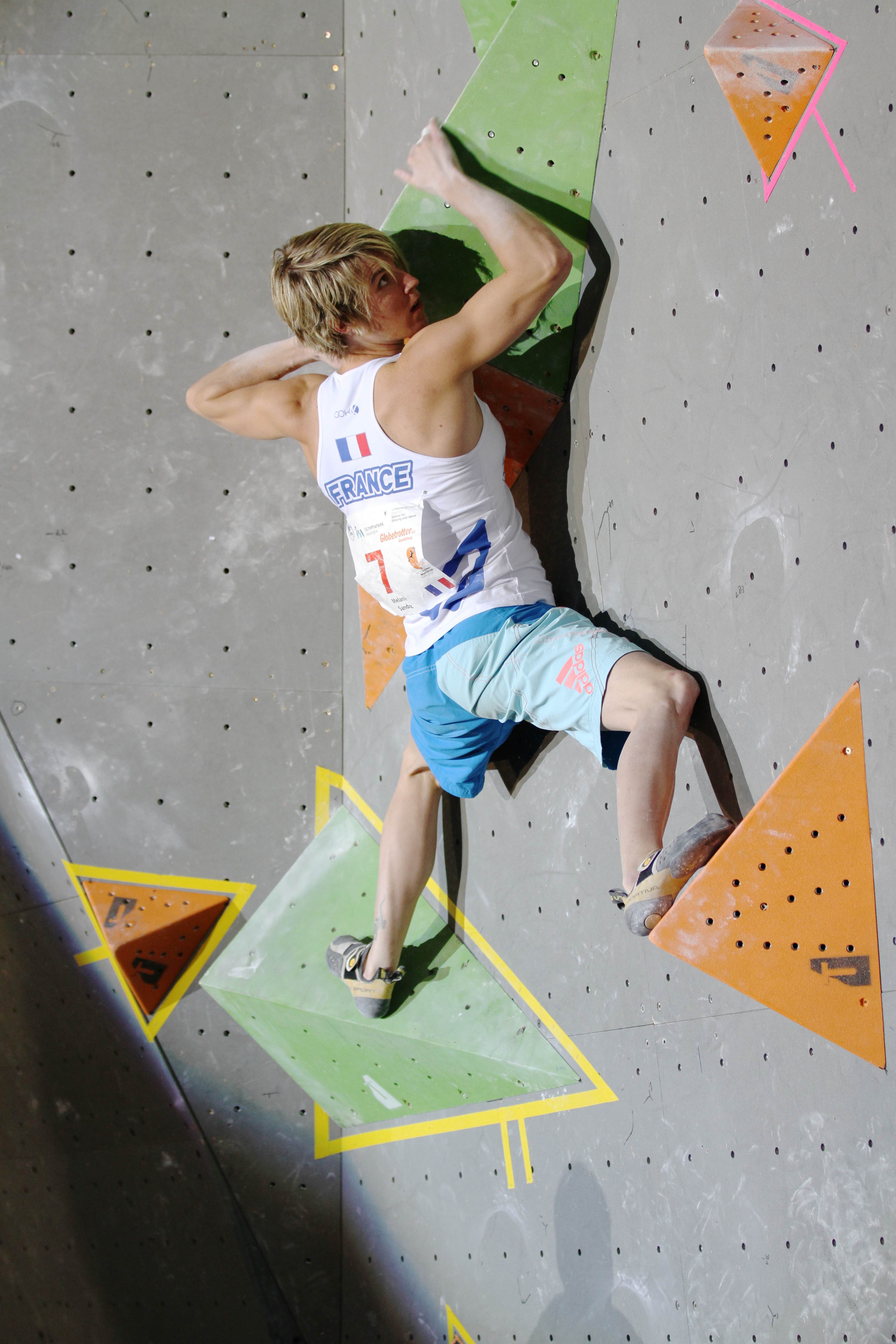
Weltmeisterin 2012: Melanie Sandoz

Männer
| Jahr | Sieger                | Zweiter           | Dritter         |
| ---- | --------------------- | ----------------- | --------------- |
| 2001 | Mauro Calibani        | Frédéric Tuscan   | Christian Core  |
| 2003 | Christian Core        | Jérôme Meyer      | Tomasz Oleksy   |
| 2005 | Salawat Rachmetow     | Kilian Fischhuber | Gérôme Pouvreau |
| 2007 | Dmitri Scharafutdinow | Martin Stráník    | Cédric Lachat   |
| 2009 | Alexei Rubzow         | Rustam Gelmanow   | David Barrans   |
| 2011 | Dmitri Scharafutdinow | Adam Ondra        | Rustam Gelmanow |
| 2012 | Dmitri Scharafutdinow | Kilian Fischhuber | Rustam Gelmanow |
| 2014 | Adam Ondra            | Jernej Kruder     | Jan Hojer       |
| 2016 | Tomoa Narasaki        | Adam Ondra        | Manuel Cornu    |
| 2018 | Kai Harada            | Chon Jongwon      | Gregor Vezonik  |
| 2019 | Tomoa Narasaki        | Jakob Schubert    | Yannick Flohé   |
| 2021 | Kokoro Fujii          | Tomoa Narasaki    | Manuel Cornu    |
| 2023 | Mickaël Mawem         | Mejdi Schalck     | Lee Do-hyun     |

Frauen
| Jahr | Siegerin           | Zweite             | Dritte                   |
| ---- | ------------------ | ------------------ | ------------------------ |
| 2001 | Myriam Motteau     | Sandrine Levet     | Natalyja Perlowa         |
| 2003 | Sandrine Levet     | Natalyja Perlowa   | Fanny Rogeaux            |
| 2005 | Olha Schalahina    | Julija Abramtschuk | Věra Kotasová-Kostruhová |
| 2007 | Anna Stöhr         | Akiyo Noguchi      | Olga Bibik               |
| 2009 | Julija Abramtschuk | Olha Schalahina    | Anna Stöhr               |
| 2011 | Anna Stöhr         | Sasha DiGiulian    | Juliane Wurm             |
| 2012 | Mélanie Sandoz     | Olga Jakowlewa     | Anna Stöhr               |
| 2014 | Juliane Wurm       | Alex Puccio        | Akiyo Noguchi            |
| 2016 | Petra Klingler     | Miho Nonaka        | Akiyo Noguchi            |
| 2018 | Janja Garnbret     | Akiyo Noguchi      | Staša Gejo               |
| 2019 | Janja Garnbret     | Akiyo Noguchi      | Shauna Coxsey            |
| 2021 | Natalia Grossman   | Camilla Moroni     | Staša Gejo               |
| 2023 | Janja Garnbret     | Oriane Bertone     | Brooke Raboutou          |

### Speedklettern
Männer
| Jahr        | Sieger               | Zweiter              | Dritter                |
| ----------- | -------------------- | -------------------- | ---------------------- |
| 1991        | Hans Florine         | Jacky Godoffe        | Kairat Rachmetow       |
| 1993        | Wladimir Nezwetajew  | Seryk Kasbekow       | Jewhen Krywoschejzew   |
| 1995        | Andrej Wedenmeer     | Milan Benian         | Wladimir Nezwetajew    |
| 1997        | Dani Andrada         | Jewhen Krywoschejzew | Dmitri Bytschkow       |
| 1999        | Wolodymyr Sacharow   | Wladimir Nezwetajew  | Alexei Gadejew         |
| 2001        | Maksym Stenkowyj     | Wolodymyr Sacharow   | Tomasz Oleksy          |
| 2003        | Maksym Stenkowyj     | Tomasz Oleksy        | Alexander Peschechonow |
| 2005        | Jewgeni Waizechowski | Maksym Stenkowyj     | Sergei Sinizyn         |
| 2007        | Zhong Qixin          | Manuel Escobar       | Sergei Sinizyn         |
| 2009 – 10 m | Alexander Nigmatulin | Zhong Qixin          | Iwan Nowikow           |
| 2009 – 15 m | Zhong Qixin          | Sergei Abdrachmanow  | Zhang Ning             |
| 2011        | Zhong Qixin          | Stanislaw Kokorin    | Danyjil Boldyrjew      |
| 2012        | Zhong Qixin          | Libor Hroza          | Dmitri Timofejew       |
| 2014        | Danyjil Boldyrjew    | Stanislaw Kokorin    | Reza Alipour           |
| 2016        | Marcin Dzieński      | Reza Alipour         | Alexander Schikow      |
| 2018        | Reza Alipour         | Bassa Mawem          | Stanislaw Kokorin      |
| 2019        | Ludovico Fossali     | Jan Kříž             | Stanislaw Kokorin      |
| 2021        | Danyjil Boldyrjew    | Erik Noya Cardona    | Noah Bratschi          |
| 2023        | Matteo Zurloni       | Long Jinbao          | Rahmad Adi Mulyono     |

Frauen
| Jahr        | Siegerin                    | Zweite             | Dritte                |
| ----------- | --------------------------- | ------------------ | --------------------- |
| 1991        | Isabelle Dorsimond          | Agnès Brard        | Wenera Tschereschnewa |
| 1993        | Olga Bibik                  | Isabelle Dorsimond | Renata Piszczek       |
| 1995        | Natalie Richer              | Cécile Avezou      | Renata Piszczek       |
| 1997        | Tatjana Ruiga               | Irina Saizewa      | Olga Bibik            |
| 1999        | Olha Sacharowa              | Olena Rjepko       | Natalja Nowikowa      |
| 2001        | Olena Rjepko                | Maija Piratinskaja | Swetlana Sutkina      |
| 2003        | Olena Rjepko                | Tatjana Ruiga      | Walentina Jurina      |
| 2005        | Olena Rjepko                | Walentina Jurina   | Edyta Ropek           |
| 2007        | Tatjana Ruiga               | Edyta Ropek        | Walentina Jurina      |
| 2009 – 10 m | He Cuilian                  | He Cuifang         | Li Chunhua            |
| 2009 – 15 m | He Cuilian                  | He Cuifang         | Li Chunhua            |
| 2011        | Marija Krasawina            | Anna Zyganowa      | Tamara Kusnezowa      |
| 2012        | Julija Lewotschkina         | Julija Kaplina     | Natalja Titowa        |
| 2014        | Alina Gaidamakina           | Klaudia Buczek     | Aleksandra Rudzińska  |
| 2016        | Anna Zyganowa               | Anouck Jaubert     | Julija Kaplina        |
| 2018        | Aleksandra Rudzińska        | Anna Brożek        | Marija Krasawina      |
| 2019        | Aleksandra Mirosław         | Di Niu             | Anouck Jaubert        |
| 2021        | Natalia Kałucka             | Julija Kaplina     | Aleksandra Mirosław   |
| 2023        | Desak Made Rita Kusuma Dewi | Emma Hunt          | Aleksandra Mirosław   |

### Kombination
Bei den Weltmeisterschaften 2018 und 2019 wurde die Dreifachkombination aus Lead, Boulder und Speed ausgetragen. 2021 wurde eine Kombinationswertung aus den drei Einzeldisziplinen errechnet, jedoch kein zusätzlicher Wettbewerb abgehalten. 2023 wurde das Format in Boulder & Lead umbenannt und enthält nicht mehr die Disziplin Speed.
Männer
| Jahr | Sieger         | Zweiter        | Dritter            |
| ---- | -------------- | -------------- | ------------------ |
| 2018 | Jakob Schubert | Adam Ondra     | Jan Hojer          |
| 2019 | Tomoa Narasaki | Jakob Schubert | Rischat Chaibullin |
| 2021 | Yannick Flohé  | Philipp Martin | Fedir Samojlow     |
| 2023 | Jakob Schubert | Colin Duffy    | Tomoa Narasaki     |

Frauen
| Jahr | Siegerin       | Zweite        | Dritte        |
| ---- | -------------- | ------------- | ------------- |
| 2018 | Janja Garnbret | Sa Sol        | Jessica Pilz  |
| 2019 | Janja Garnbret | Akiyo Noguchi | Shauna Coxsey |
| 2021 | Jessica Pilz   | Mia Krampl    | Elnaz Rekabi  |
| 2023 | Janja Garnbret | Jessica Pilz  | Ai Mori       |